# Milan Marić
Milan Marić (Beograd 26. rujna 1981.), srbijanski je glumac.
Diplomirao je glumu na Fakultetu dramskih umjetnosti u Beogradu u klasi Biljane Mašić 2013. 
Angažiran je u Jugoslovenskom Dramskom pozorištu od 2013. gdje je ostvario mnogobrojne uloge: Đoka u Sumnjivom licu, Poslovođa Veso Ružić u Gospođici, a igra i u Mletačkom trgovcu i Tartifu.
Proslavio se ulogom Švabe u filmu Rane Srđana Dragojevića.
30. siječnja 2010. godine postaje sudionik serijala Veliki Brat VIP 4, a 27. veljače i pobjednik.

## Filmografija
- 1998. Rane, kao Švaba
- 2000. Rat uživo
- 2003. M(j)ešoviti brak
- 2004. Diši duboko, kao Miki
- 2005. Mi nismo anđeli, kao poslovni čovjek
- 2007. – 2008. Vratiće se rode, kao dječak
- 2009. Zabranjena ljubav, Radnik u mrtvačnici
- 2011. Parada, kao Rešetka
- 2011. Žene s Dedinja, kao nosač

(...)
- 2021. Toma kao Toma Zdravković